# Lindera annamensis
Lindera annamensis är en lagerväxtart som beskrevs av H. Liou. Lindera annamensis ingår i släktet Lindera och familjen lagerväxter. Inga underarter finns listade i Catalogue of Life.